# 49.ª Brigada de Granaderos Panzer SS
La 49.ª Brigada de Granaderos Panzer SS (en alemán: SS Panzergrenadier Brigade 49) fue una unidad de las Waffen-SS de corta duración formada en junio de 1944 a partir de los SS-Kampfgruppen (Grupos de combate) 1 y 2. Aunque designada como panzergrenadier (infantería mecanizada), la unidad solo estaba equipada con vehículos con ruedas. La Oficina Central de las SS ordenó que se reorganizara como la 26.ª División Panzer SS el 10 de agosto, pero esto era estrictamente teórico. Desempeñó un papel menor en la batalla de Francia antes de que se fusionara con el 37.° Regimiento de Granaderos Panzer SS de la 17.ª División SS de Granaderos Panzer Götz von Berlichingen el 8 de agosto.